# Спешнево-Подлесное
Спешнево-Подлесное — село в Данковском районе Липецкой области, входит в состав Баловневского сельсовета. 

## Географическое положение
Село расположено в 15 км на юг от центра поселения села Баловнёво и 23 км на юго-запад от райцентра города Данков.

## История
Спешнево в качестве села упоминается в писцовых книгах 1627-28 гг., а в нем «церковь во имя Знамение Пресвятой Богородицы и в приделе - великого Чудотворца Николы, древяна, в церкви образы, книги, ризы и всякое церковное строенье помещика Михайла Спешнева…». По окладным книгам 1676 г. в селе Спешневе значится церковь Николая Чудотворца, при которой не состояло ни земли, ни сенных покосов, ни рыбных ловель, а в приходе было 24 двора крестьянских, 14 дворов бобыльских. По переписным книгам 1710 г., как видно из сказки выборного Спешневым Харитона Глухих, поданной им ландрату Ляпунову в 1716 г., в селе Спешневе при церкви Знаменской были: двор попа Михаила, двор попа Григория, двор дьячка Савелия, дворового строения не осталось. Вместо деревянной церкви в селе Спешневе в 1734 г. построена была каменная, в честь св. Николая, которая с устроением в 1758 г. князем Федором Андреевичем Знаменской церкви обращена была в придельную. Перестроена в 1851-1853 годах на средства помещика Н.П. Шишкова. На средства того же Н.П. Шишкова устроена и каменная вокруг церкви ограда и церковный дом, в котором помещались приходская школа, квартира для церковного сторожа и комната. 
В XIX — начале XX века село входило в состав Хрущевской волости Данковского уезда Рязанской губернии. В 1906 году в селе было 56 дворов.
С 1928 года село входило в состав Хрущево-Подлесного сельсовета Данковского района Козловского округа Центрально-Чернозёмной области, с 1954 года — в составе Липецкой области, с 2011 года — в составе Баловневского сельсовета.

## Население
| 1859 | 1906 | 2010 |
| ---- | ---- | ---- |
| 535  | ↘480 | ↘14  |

## Достопримечательности
В селе расположена недействующая Церковь иконы Божией Матери "Знамение" (1762).